# Quartieri di Miami

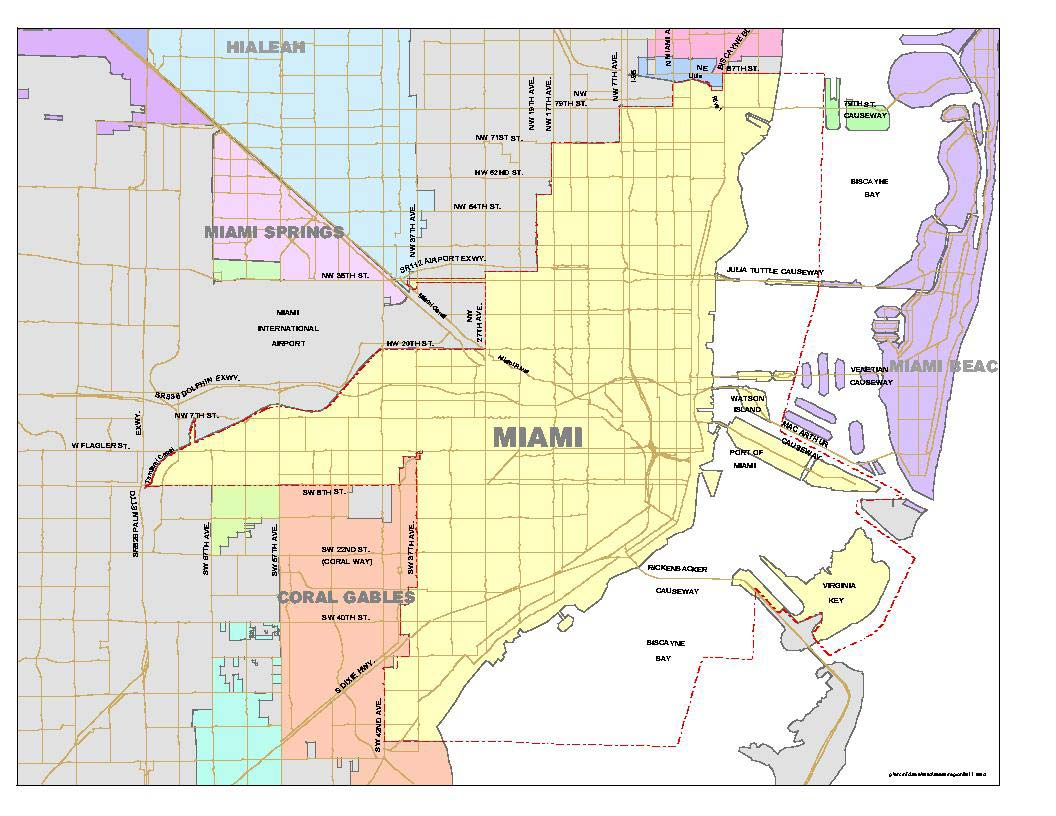
Mappa della Città di Miami.

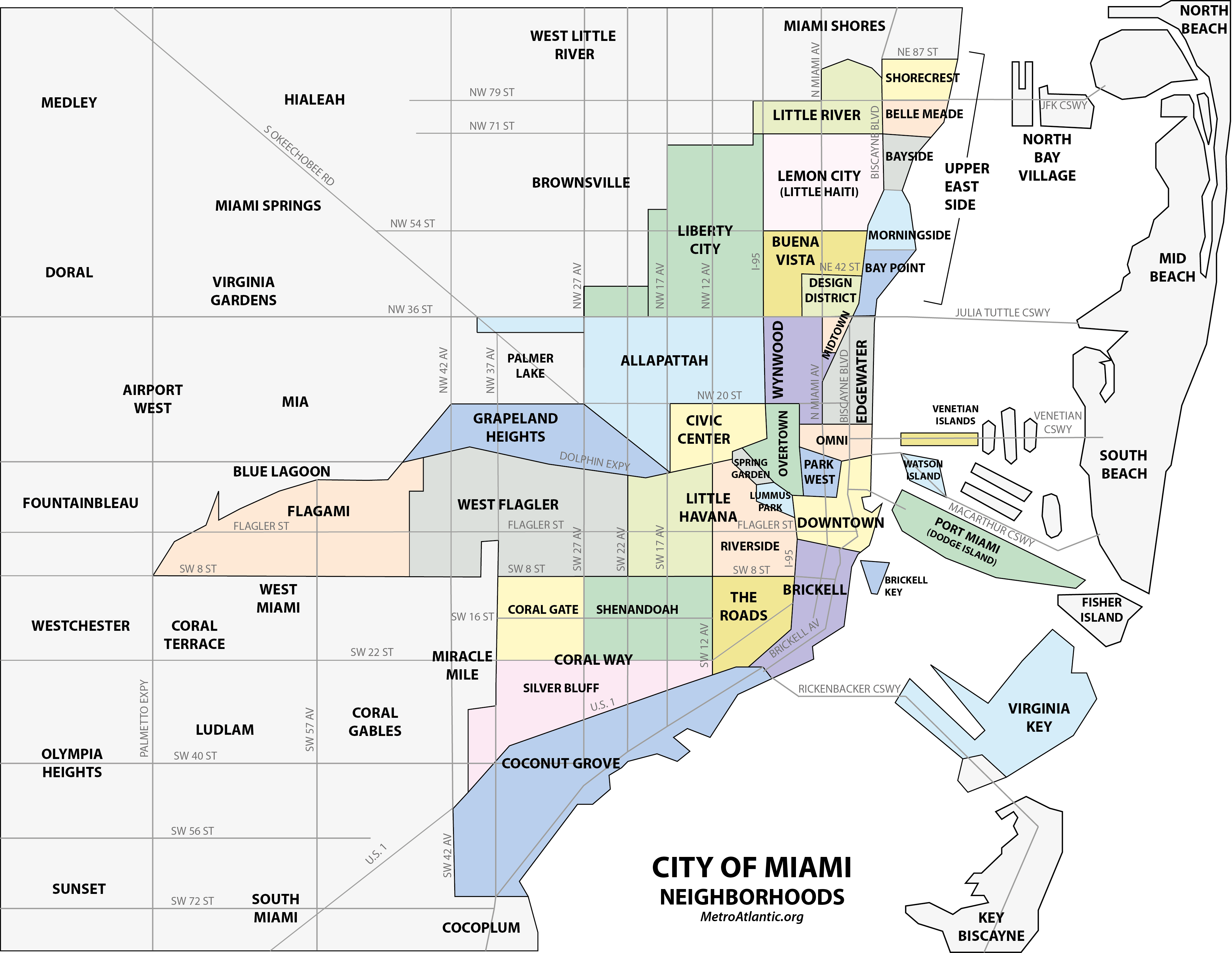
Mappa dei quartieri di Miami

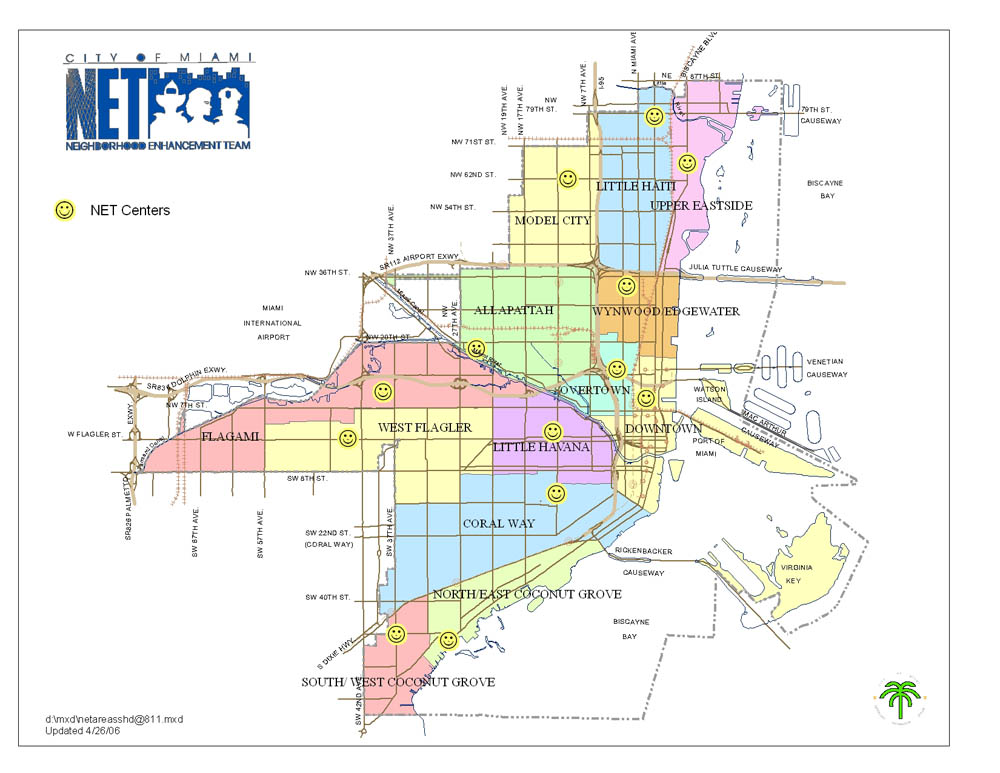
Mappa dei quartieri secondo il NET

La scomposizione in quartieri della città di Miami (Contea di Miami-Dade in Florida, Stati Uniti d'America) non è univoca, dato che molti dei quartieri sono stati rinominati, ridefiniti e cambiati dalle fondazione della città nel 1896; di conseguenza, ci sono divergenze sull'estensione di ciascun quartiere e sulla sua scomposizione interna.
Quella riportata in tabella è la lista dei quartieri della città secondo il Neighborhood Enhancement Team (NET) della città di Miami, incluse le loro principali aree interne.
| Quartiere      | Popolazione 2010 | Popolazione/ km² | Aree |
| -------------- | ---------------- | ---------------- | --- |
| Allapattah     | 54,289           | 4,401            | Santa Clara, Comstac, Melrose, Curtis Park, Civic Center, Jackson |
| Coconut Grove  | 20,076           | 3,091            | Center Grove, Northeast Coconut Grove, Southwest Coconut Grove, West Grove (Black Grove) |
| Coral Way      | 35,062           | 4,496            | Coral Gate (Bryan Park), Golden Pines, Shenandoah, Silver Bluff, Vizcaya-Roads, Parkdale-Lyndale, South Miami, The Roads. |
| Downtown       | 71,000           | 10,613           | Brickell, Central Business District, Downtown Miami Historic District, Jewelry District, Lummus Park, Omni, Park West, Brickell Key, Dodge Island, Virginia Key, Watson Island, Venetian Islands (Biscayne Island, San Marco Island) |
| Flagami        | 50,834           | 5,665            | Alameda, Grapeland Heights, Fairlawn |
| Liberty City   | 19,725           | 3,733            | (Model City) |
| Little Haiti   | 29,760           | 3,840            | Lemon City, Little River, Buena Vista, Design District |
| Little Havana  | 76,163           | 8,423            | Riverside, South River Drive Historic District |
| Midtown        | 25,623           | -                | Edgewater, Wynwood |
| Overtown       | 6,736            | 3,405            | Spring Garden |
| Upper Eastside | 12,525           | 2,513            | Bay Point Estates, Bayside District, Belle Meade, Magnolia Park, MiMo Historic District, Morningside, Palm Grove, Shorecrest |
| West Flagler   | 31,407           | 4,428            | |
| Miami          | 399,457          | 4,687            | |